# Saulty
Saulty é uma comuna francesa na região administrativa de Altos da França, no departamento de Pas-de-Calais. Estende-se por uma área de 12,75 km². Em 2010 a comuna tinha 782 habitantes (densidade: 61,3 hab./km²).